# Muz-TV
Muz-TV (in russo Муз-ТВ?,  da "Музыкальное телевидение"; lett. "Televisione musicale") è un'emittente televisiva russa pubblica, trasmessa dal 1996 e fondata da Sergej Lisovskij. 
È una versione ampiamente modellata sulla base dell'occidentale MTV e precede il lancio di MTV Russia nel 1998. Il direttore generale è Arman Davletarov. Muz-TV è oggi proprietà di UTH Russia, che è, a sua volta, di proprietà di MTV al 49%.
Così come già avvenuto per MTV, verso la fine degli anni 2000 l'emittente si è trasformata da canale completamente musicale a spazio anche per l'intrattenimento, con la messa in onda di reality show.

## Premija Muz-TV
Dal 2003 si trasmette l'annuale manifestazione organizzata dall'emittente russa, denominata Muz-TV Awards (in russo Премия Муз-ТВ?, Premija Muz-TV). Vengono premiati i migliori videoclip musicali, canzoni e artisti degli ultimi 12 mesi.  Ogni anno, la manifestazione si tiene il primo venerdì del mese di giugno, fatta eccezione per le edizioni del 2003, 2010, 2016-2018 e 2020.
Gli Awards hanno inoltre ospitato artisti internazionali, tra cui US5, Pussycat Dolls, Christina Aguilera, Anastacia, Katy Perry, Craig David, 50 Cent, Jennifer Lopez, Tokio Hotel, Flyleaf, Dan Bălan, Arash, Psy, The Exies e 30 Seconds to Mars.